# Gareloi Island
Gareloi Island (aleut. Anangusix̂) ist die größte Insel der Delarof Islands, einer Inselgruppe im Westen der Andreanof Islands, die im Südwesten der Aleuten liegen.
Die kleine zum US-Bundesstaat Alaska zählende, unbewohnte Insel hat eine Landfläche von 67 km², ist etwa 9,7 km lang und 8 km breit. Das Zentrum der Insel bildet der 1573 m hohe aktive Schichtvulkan Mount Gareloi.